# Copa do Mundo de Esqui Alpino de 2011
A Copa do Mundo de Esqui Alpino de 2011 foi a 45ª edição dessa competição que se encerrou no dia 20 de março de 2011.
O campeão no masculino foi Ivica Kostelić. Já no feminino a vencedora foi Maria Riesch, que faturou seu primeiro título na carreira.